# Akame ga Kill!
Akame ga Kill! (アカメが斬る!, Akame ga Kiru!, lit. 'Akame talla!'), és un manga japonès shōnen Escrit per Takahiro il·lustrat per Tetsuya Tashiro. Va començar la sèrie al Gangan Joker de Square Enix durant el març de 2010 i va finalitzar el desembre de 2016.
La sèrie va ser llicenciada per Yen Press al juny de 2014. Una preqüela del manga, basada en la història passada d'Akame, Akame ga Kill! Zero, va començar a fer-se en el Monthly Big Gangan de Square Enix durant l'octubre de 2013. Una adaptació a l'anime va sortir al Japó el juliol de 2014.

## Argument
Tatsumi és un noi de pagès que arriba a la capital de l'Imperi per allistar-se a l'exèrcit amb la intenció d'ascendir ràpidament, guanyar diners i salvar el seu poble de la fam a causa dels grans impostos que han de pagar. Però en arribar a la ciutat s'adona que no tot és com s'esperava. Després de presenciar una horrible massacre duta a terme pels corruptes habitants de l'imperi i la mort dels seus amics, decideix unir-se a Night Raid, una divisió de l'Exèrcit Revolucionari que s'oposa a l'imperi, que es dedica al maneig d'intel·ligència a la capital i porta a terme assassinats sol·licitats per l'organització.

## Personatges
Akame (アカメ)
Veu: Sora Amamiya  (japonès)
Teigu: Murasame
Personatge principal femenina. Quan era nena, va ser venuda juntament amb la seva germana. Després de ser entrenada en l'art de l'assassinat, va començar a treballar per a l'imperi, fins a convertir-se en l'assassina perfecta, arribant a ser una de les més buscades. Va ser persuadida per Najenda perquè deixés l'Exèrcit Imperial i s'unís a Night Raid, motiu pel qual Kurome vol matar-la, i viceversa. Al principi a en Tatsumi li semblava seriosa i freda, però després ella li va mostrar el seu costat amable i afectuós que es preocupa profundament pels seus companys.
Tatsumi (タツミ)
Veu: Sōma Saitō  (japonès)
Teigu: Incursio
Personatge principal masculí de la sèrie. Amb el somni de tornar-se famós i així guanyar diners per salvar al seu poble, juntament amb dos amics viatgen a la capital, però en el camí se separen. Després d'arribar ell a la capital i després de diversos successos, troba a tots dos morts i decideix unir-se al grup d'assassins Night Raid. Rep del seu amic i mentor Bulat el Teigu Incursio quan mor. La seva amabilitat i preocupació pels seus companys fan que moltes noies desenvolupin afecte cap a ell, com Akame, Leone, Mini, Sheele, Chelsea i Esdeath.

## Contingut de l'obra

### Manga
Escrita per Takahiro i il·lustrada per Tetsuya Tashiro, Akame ga Kill! va ser serialitzada a la revista de manga shōnen de Square Enix, Gangan Joker, del 20 de març de 2010 al 22 de desembre de 2016. Els seus capítols es van recollir en quinze volums tankōbon, publicats del 21 d'agost de 2010al 22 de febrer de 2017.

### Anime
El gener de 2014 es va anunciar una adaptació de la sèrie de televisió d'anime del manga. El lloc web del teaser de la sèrie es va obrir el 21 de gener de 2014. La sèrie va ser dirigida per Tomoki Kobayashi i escrita per Makoto Uezu. Takahiro també va supervisar l'escenari. Taku Iwasaki va compondre la música de la sèrie. La sèrie es va estrenar als canals de televisió Tokyo MX, MBS i BS11 el 7 de juliol de 2014.